# Harry Morgan (personnage)
Pour les articles homonymes, voir Harry Morgan et Morgan.
Harry Morgan est un personnage récurrent de la série de romans policiers Dexter de Jeff Lindsay puis de son adaptation en série télévisée. Il était un inspecteur de police de la ville de Miami. Père de Debra Morgan et tuteur de Dexter Morgan, il est un véritable mentor pour celui-ci et l'entraîne à traquer et à tuer les criminels non punis par la justice. Le nom du personnage n'est pas sans rappeler un célèbre policier de fiction interprété par Clint Eastwood, l'inspecteur Harry mais plus probablement en référence au nom du personnage principal du roman En avoir ou pas d'Ernest Hemingway. La femme de Jeff Lindsay, le romancier d'où est tirée la série Dexter, étant Hilary Hemingway la nièce d'Ernest Hemingway.
Il est interprété par James Remar dans la série Dexter et dans sa suite Dexter: Resurrection. Christian Slater reprend le rôle dans la préquelle Dexter : Les Origines.

## Apparitions de Harry
Outre les fréquents flash-backs, Harry apparaît souvent à Dexter, à partir du sixième épisode de la saison 1. Ces apparitions se font tout d'abord sous forme de rêves. Par la suite, c'est sous forme d'hallucinations ou de fantasmes que Harry se manifeste. Les apparitions de Harry sont accompagnées d'effets visuels : flou, lumières colorées, etc. Dexter est généralement seul lorsque le phénomène se produit.
La nature exacte de ces apparitions (hallucination ou fantasme) n'est pas clairement explicitée et peut dépendre du contexte. Toutefois, étant donné le caractère rationnel de la série, il est peu probable que Harry soit un fantôme.
Harry apparaît à chaque fois que Dexter est troublé, ne sait pas comment réagir ou ne suit pas scrupuleusement le code. Lors de l'épisode 7 de la saison 6 (virée entre frères), Harry est brièvement évincé par Brian Moser, le frère défunt de Dexter.

## Causes de l'adoption deDexter
Lors d'une opération d'infiltration d'une bande de trafiquants de stupéfiants, il tomba amoureux d'une indicatrice, Laura Moser. Celle-ci avait deux jeunes garçons. Hélas, l'opération tourna au cauchemar car les trafiquants se rendirent compte du piège et massacrèrent Laura devant les yeux de ses deux fils. Harry adopta alors le plus jeune des deux enfants, Dexter, alors âgé de trois ans. Lorsque Dexter apprend la vérité sur son adoption, il se demande si c'est la culpabilité ou la compassion qui est à l'origine de ce geste.

## Entourage
- Harry a une femme nommée Doris qui, plus tard, mourra d'un cancer.
- Harry a eu, avec sa femme, une fille : Debra.
- Dans la série, il est révélé que Harry a eu une liaison avec la mère de Dexter, Laura Moser, et vraisemblablement de nombreuses autres indicatrices féminines.
- Il adopte Dexter lorsque celui-ci avait trois ans.
- Le capitaine Tom Matthews est un de ses proches amis.

## Relations avec Dexter et Debra
Harry Morgan a tendance à favoriser Dexter car il a découvert en lui des pulsions meurtrières. Par son expérience de policier, il comprend vite que ces pulsions ne pourront pas être vaincues mais Harry a alors l'idée de les utiliser à bon escient en le faisant assassiner des criminels ayant échappé à la justice. Pour cela, Dexter est entraîné au tir à la carabine et au revolver, aux techniques de combat à mains nues, à la dissimulation de preuves, à l'effacement des empreintes, etc. Harry est le véritable mentor de Dexter.
Cependant, bien qu'il adore sa fille, Harry l'a négligée très souvent en faveur de Dexter.

## LeCode
Harry établit pour son fils un code visant à éliminer les meurtriers impunis :
1. Ne pas se faire prendre.
2. Ne pas tuer les innocents.
3. Ne pas laisser de traces.
4. Ne pas épargner les criminels impunis.
5. Bien choisir sa proie.
6. etc.

Toutes les règles du code ne servent qu'à appliquer la première : « ne pas se faire prendre ». La création du code par Harry a clairement pour vocation d'offrir un moyen de survivre à Dexter. Une partie des règles tendant à garantir l'impunité (ne pas prendre de risques, ne pas laisser de traces, s'intégrer...), le code est pour Dexter un manuel de survie. Mais d'autre part, le code a une dimension morale importante. Il ne vise pas qu'à sauver le fils d'une condamnation certaine, mais à donner à des actes moralement et légalement répréhensibles une utilité, voire une légitimité. 
Harry insistera tout au long de la formation de Dexter sur le caractère sérieux du code et de ses règles. On peut penser qu'il vise ainsi à permettre à Dexter d'avoir un contrôle sur son passager noir, puisque c'est lui qui décide qui doit mourir et surtout pourquoi. Le code vise ainsi à concilier trois éléments : Dexter, le passager noir et la justice. Ce dernier principe se veut transcendant pour Dexter, car il lui permet de contrôler et d'orienter ses instincts meurtriers. Cette dimension est à la fois mégalomaniaque (car un seul homme décide de ce qui est ou n'est pas justifié) et profondément sociable, voire sociale. En effet, le fait de  protéger les innocents devient pour Dexter un axiome, dont on peut percevoir la force dans l'épisode 4x9, où devant la souffrance d'innocents, il perd pour la première fois le contrôle et en vient à oublier toutes les règles (agression devant témoins, absence de gants, perte d'emprise). Et une fois de plus Harry vient à lui pour lui montrer l'importance du code, que Dexter, au fil des années, s'il en respecte toujours la majorité des règles, essaye d'éloigner de lui. Le code lui rappelant sans cesse qu'il n'est pas un homme comme les autres, alors qu'il fait beaucoup pour le devenir.

## Mort
Après une crise cardiaque dont il se rétablit, Harry voit son œuvre : Dexter tue sans pitié les meurtriers tout en respectant le Code. Dégoûté par sa propre création, Harry ingère un surplus de médicaments et décède à l'hôpital. Plus tard, ce sera le capitaine Matthews qui avouera à Dexter que son père s'est suicidé.